# Dieter Zinßer

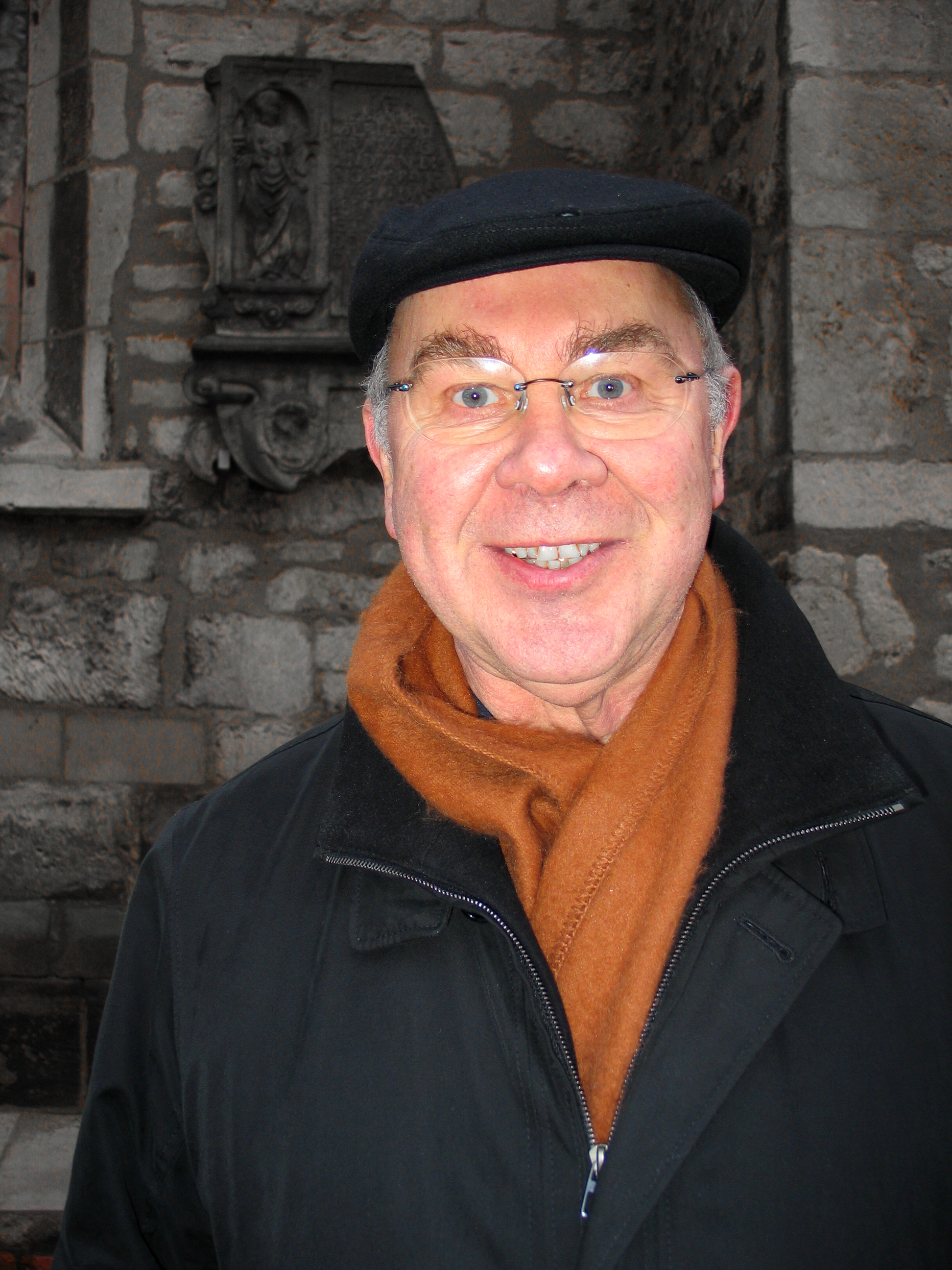
Dieter Zinßer an der Nikolaikapelle auf dem Alten St.-Nikolai-Friedhof (2012)

Dieter Zinßer (* 21. November 1942) ist ein lutherischer Theologe. Von 1995 bis 1997 war er Landessuperintendent für den Sprengel Osnabrück der Evangelisch-lutherischen Landeskirche Hannovers.

## Leben
Dieter Zinßer studierte Evangelische Theologie und wurde 1970 Pastor der Evangelisch-lutherischen Landeskirche Hannovers. Er übernahm an der St. Andreaskirche in Hildesheim und zudem als Jugendpastor des Kirchenkreises seine erste Pfarrstelle. Berufsbegleitend studierte Zinßer Pädagogik und schloss das Studium mit Diplom ab. 1977 ging er nach Loccum, wo er die Leitung der Fortbildung in den Ersten Amtsjahren (FEA) übernahm. Im Jahr 1982 wurde er Studiendirektor des Predigerseminars im Kloster Loccum. Im Jahr 1988 wurde Dieter Zinßer Superintendent des Kirchenkreises Lüneburg. Im Jahr 1995 wurde er zum Landessuperintendenten des Sprengels Osnabrück ernannt. Von 1997 bis 2007 war Zinßer Vorsteher der Henriettenstiftung Hannover. Er war Prior des Klosters Loccum und gehört weiter dessen Konvent an.
Aktuell engagiert sich Dieter Zinßer als Sprecher des gemeinnützigen Vereins Renaissance Gartenfriedhof für den Erhalt und die Sanierung des Gartenfriedhofs in Hannover.

## Schriften
- mit Joachim Wohlt: Langeoog und sein Inselhospiz: 100 Jahre Hospiz des Klosters Loccum 1885–1985, Hannover/Loccum 1985